# The Book of Clarence
The Book of Clarence es una película de comedia dramática bíblica estadounidense de 2024 escrita y dirigida por Jeymes Samuel y producida por Samuel, Jay-Z, James Lassiter y Tendo Nagenda. La película está protagonizada por LaKeith Stanfield, Omar Sy, RJ Cyler, Anna Diop, David Oyelowo, Micheal Ward, Alfre Woodard, Teyana Taylor, Caleb McLaughlin, Eric Kofi-Abrefa, Marianne Jean-Baptiste, James McAvoy y Benedict Cumberbatch. Sigue a un hombre con mala suerte llamado Clarence que vive en Jerusalén en el año 33 d. C. y busca capitalizar el ascenso de Jesucristo, afirmando ser un nuevo Mesías enviado por Dios, en un intento de liberarse de deudas y comenzar una vida de gloria para sí mismo.
The Book of Clarence tuvo su estreno mundial en el 67º Festival de Cine de Londres el 11 de octubre de 2023 y se estrenó el 12 de enero de 2024 a través de TriStar Pictures en los Estados Unidos.

## Reparto
- Lakeith Stanfield como Clarence / Tomás
- Omar Sy como Barrabás
- Anna Diop como Varinia
- RJ Cyler como Elijah
- David Oyelowo como Juan el Bautista
- Micheal Ward como Judas Iscariote
- Alfre Woodard como Virgen María
- Brian Bovell como Joseph
- Teyana Taylor como María Magdalena
- Caleb McLaughlin como Zeke
- Marianne Jean-Baptiste como Amina
- Eric Kofi-Abrefa como Jedediah
- James McAvoy como Poncio Pilato
- Benedict Cumberbatch como Benjamin
- Chase Dillon como Cabbage
- Nicholas Pinnock como Jesús
- Babs Olusanmokun como Asher
- Chidi Ajufo como Goliath
- Tom Glynn-Carney como Decimus
- Tom Vaughan-Lawlor como Antoninus

## Producción
En mayo de 2022, Jeymes Samuel anunció que The Book of Clarence sería su próxima película y que Lakeith Stanfield interpretaría al personaje principal. Citó epopeyas bíblicas como Los diez mandamientos (1956), The Greatest Story Ever Told (1965), Sansón y Dalila (1949) y Ben-Hur (1959) como películas en las que estaba modelando a Clarence. En octubre, Omar Sy se unió al elenco y Legendary Entertainment adquirió el proyecto.
En diciembre, RJ Cyler, Benedict Cumberbatch, James McAvoy, Anna Diop, David Oyelowo, Alfre Woodard y Marianne Jean-Baptiste estuvieron entre varias incorporaciones al elenco. Rob Hardy actuará como director de fotografía, Tom Eagles como editor, Peter Walpole como diseñador de producción y Samuel compondría la música.
El rodaje comenzó en noviembre de 2022 en Matera, Italia.

## Estreno
The Book of Clarence tuvo su estreno mundial en el 67º Festival de Cine de Londres el 11 de octubre de 2023 y se estrenó en cines el 12 de enero de 2024. Originalmente estaba previsto que se estrenara el 22 de septiembre de 2023, pero se retrasó por razones no especificadas.